# Compsoptera opacaria
Compsoptera opacaria is een vlinder uit de familie spanners (Geometridae). De wetenschappelijke naam is voor het eerst geldig gepubliceerd in 1819 door Hübner.
De soort komt voor in Europa.